# San Manuel (Tarlac)
San Manuel è una municipalità di quinta classe delle Filippine, situata nella Provincia di Tarlac, nella Regione di Luzon Centrale.
San Manuel è formata da 15 baranggay:
- Colubot
- Lanat
- Legaspi
- Mangandingay
- Matarannoc
- Pacpaco
- Poblacion
- Salcedo
- San Agustin
- San Felipe
- San Jacinto
- San Miguel
- San Narciso
- San Vicente
- Santa Maria